# Acronychia
Acronychia es un género con 94 especies de plantas perteneciente a la familia Rutaceae. Tienen una amplia distribución que abarca desde China, el sudeste de Asia, India, Malasia, Indonesia, Australia y las islas del oeste de Océano Pacífico.
Al igual que todos los miembros de las rutáceas, las plantas contienen aceites aromáticos y las hojas son aromáticas cuando se las aplasta.
En Australia, que cuenta con 19 especies, a menudo se llama álamos a pesar de que no están estrechamente relacionados con el verdadero álamo. Dos especies australianas son raras Acronychia baeuerlenii y Acronychia littoralis.
Una especie medicinalmente importante, muy extendida y común de los bosques tropicales de Asia meridional y sudoriental es el pequeño árbol Acronychia pedunculata.

## Taxonomía
El género fue descrito por J.R.Forst. & G.Forst. y publicado en Characteres Generum Plantarum 53, pl. 27. 1775.
Etimología
Acronychia: nombre genérico que deriva de las palabras griegas akros (punta) y ónix (garra), en referencia a los pétalos, que normalmente están conectados adaxialmente en el ápice.

## Especies seleccionadas
- Acronychia acidula F.Muell.
- Acronychia acronychioides
- Acronychia baeuerlenii
- Acronychia crassipetala
- Acronychia heterophylla A.Gray
- Acronychia imperforata
- Acronychia laevis J.R.Forst. & G.Forst.
- Acronychia littoralis
- Acronychia oblongifolia
- Acronychia octandra
- Acronychia pauciflora
- Acronychia pedunculata
- Acronychia pubescens
- Acronychia suberosa
- Acronychia vestita
- Acronychia wilcoxiana

## Sinonimia
- Bauerella L.
- Pleiococca F.Muell.